# Jurques

Jurques este o comună în departamentul Calvados, Franța. În 1 ianuarie 2018 avea o populație de 692 de locuitori.